# Just d'Alexandria
Just d'Alexandria va ser patriarca d'Alexandria de l'any 118 al 129, durant el regnat de l'emperador Hadrià.
Era un home erudit, i va ser batejat per l'apòstol Marc, juntament amb el seu pare, la seva mare i altres fidels. Anià, el segon patriarca, el va ordenar sacerdot i el va enviar a predicar i a ensenyar al poble. Va ser escollit patriarca després de Primus, i va governar la seu durant deu anys. Ja vell, va dimitir, i va morir l'any 135.